# Sobkovice
Sobkovice település Csehországban, az Ústí nad Orlicí-i járásban. Sobkovice Mistrovice, Jamné nad Orlicí, Jablonné nad Orlicí, Studené, Těchonín és Nekoř településekkel határos. Lakosainak száma 251 fő (2024. január 1.).

## Népesség
A település lakosságának változását az alábbi diagram mutatja:
| Lakosok száma | 558  | 522  | 538  | 338  | 264  | 250  | 250  | 233  | 226  | 251  |
|               | 1869 | 1900 | 1921 | 1961 | 1980 | 2011 | 2016 | 2019 | 2021 | 2024 |